# Ingyo
Ingyo, född 376, död 453, var regerande kejsare av Japan mellan 412 och 453.